# لوك جونز (لاعب اتحاد الرغبي)
لوك جونز (بالإنجليزية: Luc Jones)‏ هو لاعب اتحاد الرغبي بريطاني، ولد في 12 مايو 1994 في نيث ‏ في المملكة المتحدة.